# هت سبرينغز
هت سبرينغز (بالإنجليزية: Hot Springs, Arkansas)‏ هي مدينة تقع في مقاطعة غارلاند، أركنسو بولاية أركنساس في الولايات المتحدة. تبلغ مساحة هذه المدينة 85.5 (كم²)، وترتفع عن سطح البحر 182 م، بلغ عدد سكانها 35193 نسمة في عام 2010 حسب إحصاء مكتب تعداد الولايات المتحدة.

## التركيبة السكانية
حدّد مكتب تعداد الولايات المتحدة بيانات التركيبة السكانية لهت سبرينغز في تعداد الولايات المتحدة. في ما يلي، التركيبة السكانية حسب تعدادي 2000 و2010.

### تعداد عام 2000
بلغ عدد سكان هت سبرينغز 35,750 نسمة بحسب تعداد عام 2000، وبلغ عدد الأسر 16,096 أسرة وعدد العائلات 9,066 عائلة مقيمة في المدينة. في حين سجلت الكثافة السكانية 367.5 نسمة لكل كيلومتر مربع (951.8/ميل2). وبلغ عدد الوحدات السكنية 18,813 وحدة بمتوسط كثافة قدره 193.4 لكل كيلومتر مربع (500.9/ميل2).
وتوزع التركيب العرقي للمدينة بنسبة 78.86% من البيض و16.87% من الأمريكيين الأفارقة و0.55% من الأمريكيين الأصليين و0.79% من الأمريكيين ذوي الأصول الآسيوية و0.05% من سكان جزر المحيط الهادئ و1.02% من الأعراق الأخرى و1.86% من عرقين مختلطين أو أكثر و3.80% من الهسبانيون أو اللاتينيون من أي عرق.
بلغ عدد الأسر 16,096 أسرة كانت نسبة 25.1% منها لديها أطفال تحت سن الثامنة عشر تعيش معهم، وبلغت نسبة الأزواج القاطنين مع بعضهم البعض 40.2% من أصل المجموع الكلي للأسر، ونسبة 12.4% من الأسر كان لديها معيلات من الإناث دون وجود شريك، بينما كانت نسبة 3.7% من الأسر لديها معيلون من الذكور دون وجود شريكة وكانت نسبة 43.7% من غير العائلات. تألفت نسبة 38.4% من أصل جميع الأسر من عدة أفراد يعيشون في نفس المنزل ونسبة 18.3% كانت تتألف من شخص يعيش بمفرده يبلغ من العمر 65 عاماً أو أكثر. وبلغ متوسط حجم الأسرة المعيشية 2.12، أما متوسط حجم العائلات فبلغ 2.80.
بلغ العمر الوسطي للسكان 42.4 عاماً. وكانت نسبة 20% من القاطنين تحت سن الثامنة عشر، وكانت نسبة 7.7% بين الثامنة عشر والرابعة والعشرين عاماً، ونسبة 24.2% كانت واقعةً في الفئة العمرية ما بين الخامسة والعشرين والرابعة والأربعين عاماً، ونسبة 22.3% كانت ما بين الخامسة والأربعين والرابعة والستين، ونسبة 21.4% كانت ضمن فئة الخامسة والستين عاماً فما فوق. يوجد لكل 100 أنثى 87.3 ذكر، ويوجد لكل 100 أنثى في الثامنة عشر من عمرها فما فوق 83.2 ذكر.
بلغ متوسط دخل الأسرة في المدينة 26,040 دولارًا، أما متوسط دخل العائلة فبلغ 32,819 دولارًا. وكان متوسط دخل الذكور 25,861 دولارًا مقابل 20,155 دولارًا للإناث. وسجل دخل الفرد الخاص بالمدينة 17,961 دولارًا. وكانت نسبة 13.7% من العائلات ونسبة 19.2% من السكان تحت خط الفقر، وكان من هؤلاء نسبة 31.1% تحت سن الثامنة عشر ونسبة 11.7% في الخامسة والستين من العمر وما فوق.

### تعداد عام 2010
بلغ عدد سكان هت سبرينغز 35,193 نسمة بحسب تعداد عام 2010، وبلغ عدد الأسر 15,575 أسرة وعدد العائلات 8,538 عائلة مقيمة في المدينة. في حين سجلت الكثافة السكانية 361.7 نسمة لكل كيلومتر مربع (936.8/ميل2). وبلغ عدد الوحدات السكنية 18,947 وحدة بمتوسط كثافة قدره 194.7 لكل كيلومتر مربع (504.3/ميل2).
وتوزع التركيب العرقي للمدينة بنسبة 75.40% من البيض و16.84% من الأمريكيين الأفارقة و0.62% من الأمريكيين الأصليين و0.86% من الأمريكيين ذوي الأصول الآسيوية و0.04% من سكان جزر المحيط الهادئ و3.27% من الأعراق الأخرى و2.97% من عرقين مختلطين أو أكثر و7.48% من الهسبانيون أو اللاتينيون من أي عرق.
بلغ عدد الأسر 15,575 أسرة كانت نسبة 24.3% منها لديها أطفال تحت سن الثامنة عشر تعيش معهم، وبلغت نسبة الأزواج القاطنين مع بعضهم البعض 36% من أصل المجموع الكلي للأسر، ونسبة 14.5% من الأسر كان لديها معيلات من الإناث دون وجود شريك، بينما كانت نسبة 4.4% من الأسر لديها معيلون من الذكور دون وجود شريكة وكانت نسبة 45.2% من غير العائلات. تألفت نسبة 38.5% من أصل جميع الأسر من عدة أفراد يعيشون في نفس المنزل ونسبة 17.7% كانت تتألف من شخص يعيش بمفرده يبلغ من العمر 65 عاماً أو أكثر. وبلغ متوسط حجم الأسرة المعيشية 2.15، أما متوسط حجم العائلات فبلغ 2.85.
بلغ العمر الوسطي للسكان 43.5 عاماً. وكانت نسبة 20.6% من القاطنين تحت سن الثامنة عشر، وكانت نسبة 8.5% بين الثامنة عشر والرابعة والعشرين عاماً، ونسبة 22.6% كانت واقعةً في الفئة العمرية ما بين الخامسة والعشرين والرابعة والأربعين عاماً، ونسبة 27% كانت ما بين الخامسة والأربعين والرابعة والستين، ونسبة 21.3% كانت ضمن فئة الخامسة والستين عاماً فما فوق. وتوزع التركيب الجنسي للسكان بنسبة 47.3% ذكور و52.7% إناث.

## توأمة
لهت سبرينغز اتفاقيات توأمة مع:
- هاناماكي

## أعلام
- راندال إل. جيبسون
- ستيف بارتون
- جورج لوك سميث
- جيري فـان ديك
- فرناندو وود
- باتسي مونتانا
- هاري بورغس
- ألان لاد
- شاميكا كريستون
- بيلي بوب ثورنتون

## وصلات خارجية
- The US50 - Cities and Towns in Arkansas State
- 2012 United States Census Estimate